# Coupe de France de hockey sur glace 2022-2023
Navigation
Coupe de France 2022 Coupe de France 2024
La Coupe de France 2023 de hockey sur glace est la trentième édition de cette compétition organisée par la Fédération française de hockey sur glace. La finale se joue le 30 janvier 2023 à l'Accor Arena à Paris et voit les Brûleurs de loups de Grenoble gagner face aux Rapaces de Gap.

## Présentation
La Coupe de France est jouée sous la forme d'une compétition à élimination directe, chaque rencontre devant déterminer un vainqueur. S'il y a égalité à l'issue du temps réglementaire, une période de prolongation de dix minutes est jouée, suivie si nécessaire d'une séance de tirs au but. Chaque rencontre est déterminée par tirage au sort. Tous les clubs de Synerglace Ligue Magnus, de Division 1 et de Division 2 ont l'obligation de participer,. 
Le calendrier de la coupe est le suivant :
- Barrage : 17 septembre 2022
- Premier tour : 1er octobre 2022
- Seizièmes de finale : 18 et 19 octobre 2022
- Huitièmes de finale : 1er et 2 novembre 2022
- Quarts de finale : 29 et 30 novembre 2022
- Demi-finales : 4 janvier 2023
- Finale : 29 janvier 2023

| Tour                | Division | Division | Division | Division |
| Tour                | Synerglace Ligue Magnus (SLM) | Division 1 (D1) | Division 2 (D2) | Division 3 (D3) |
| ------------------- | --- | --- | --- | --- |
| Barrage             | | | | Gaulois de Châlons-en-Champagne Lions de Compiègne |
| Premier tour        | | Albatros de Brest Drakkars de Caen Éléphants de Chambéry Dogs de Cholet Corsaires de Dunkerque Wildcats d'Épinal Spartiates de Marseille Vipers de Montpellier Yétis du Mont-Blanc Pingouins de Morzine-Avoriaz Corsaires de Nantes Bisons de Neuilly-sur-Marne Étoile noire de Strasbourg Remparts de Tours | Red Dogs d'Amnéville Chevaliers du lac d'Annecy Sangliers Arvernes de Clermont Titans de Colmar Coqs de Courbevoie Bouquetins du HCMP Jets d'Évry Viry Comètes de Meudon Français volants de Paris Phénix de Reims Renards de Roanne Bélougas de Toulouse-Blagnac Lynx de Valence Diables rouges de Valenciennes Ours de Villard-de-Lans Lions de Wasquehal | Castors d'Asnières Castors d'Avignon Tigres de l'ACBB Ducs de Dijon Aigles de La Roche-sur-Yon Lions de Lyon Graoully de Metz Dragons de Poitiers Boucaniers de Toulon |
| Seizièmes de finale | Gothiques d'Amiens Ducs d'Angers Hormadi Anglet Boxers de Bordeaux Diables rouges de Briançon Jokers de Cergy-Pontoise Pionniers de Chamonix Mont-Blanc Rapaces de Gap Brûleurs de loups de Grenoble Scorpions de Mulhouse Aigles de Nice Dragons de Rouen | | | |

## Barrage
| 17 septembre 2022 | Compiègne (D3) | 1-4 (1-2, 0-2, 0-0) | Châlons-en-Champagne (D3) | Patinoire de Compiègne 280 spectateurs |

| Feuille de match | Feuille de match                            | Feuille de match    | Feuille de match                                                                                    | Feuille de match                                |
| ---------------- | ------------------------------------------- | ------------------- | --------------------------------------------------------------------------------------------------- | ----------------------------------------------- |
|                  | - Pagnod-Rossiaux (Basuyau) — 10 min 15 s - | 0-1 0-2 1-2 1-3 1-4 | Mikula — 47 s Mikula (Matejka) — 3 min 2 s - Holodkovs (Berthon) — 33 min 40 s Mikula — 34 min 11 s | Arbitrage : Guillaume Duville et Anthony Dehont |
| Varin            | Gardiens                                    | Brun                | | Arbitrage : Guillaume Duville et Anthony Dehont |
| 18 min           | Pénalités                                   | 12 min              | | Arbitrage : Guillaume Duville et Anthony Dehont |
|                  |                                             |                     | | Arbitrage : Guillaume Duville et Anthony Dehont |

## Premier tour
| 1er octobre 2022 | Asnières-sur-Seine (D3) | 4-5 (0-0, 1-4, 3-1) | Wasquehal (D2) | Patinoire des Courtilles 75 spectateurs |

| Feuille de match                        | Feuille de match | Feuille de match                    | Feuille de match | Feuille de match                                                                    |
| --------------------------------------- | --- | ----------------------------------- | --- | ----------------------------------------------------------------------------------- |
|                                         | Viennot (Dupuis) — 23 min - Betton (Dupuis) — 47 min 23 s Pfeiffer (Dupuis, Betton) — 51 min 47 s Contat (Austin) — 59 min 30 s (IN) | 1-0 1-1 1-2 1-3 1-4 1-5 2-5 3-5 4-5 | - Herrera (Destoop, Adamczak) — 26 min 57 s Destoop (Sahagun, Finé) — 32 min 8 s (SN) Finé (Sahagun, Destoop) — 34 min 13 s (SN) Destoop (Herbet) — 36 min 49 s Milcent (Vervoort) — 45 min 59 s - | Arbitrage : Romain Bispo Juges de lignes : Laura Peronnin et Enguerrand Thibouville |
| Taupin (45 min 59 s) Leduc (14 min 1 s) | Gardiens | Fredric                             | | Arbitrage : Romain Bispo Juges de lignes : Laura Peronnin et Enguerrand Thibouville |
| 10 min                                  | Pénalités | 2 min                               | | Arbitrage : Romain Bispo Juges de lignes : Laura Peronnin et Enguerrand Thibouville |
|                                         | |                                     | | Arbitrage : Romain Bispo Juges de lignes : Laura Peronnin et Enguerrand Thibouville |

| 1er octobre 2022 | Boulogne-Billancourt (D3) | 0-15 (0-6, 0-4, 0-5) | Dunkerque (D1) | Patinoire de Boulogne-Billancourt |

| Feuille de match                            | Feuille de match | Feuille de match                                                  | Feuille de match | Feuille de match                                                                |
| ------------------------------------------- | ---------------- | ----------------------------------------------------------------- | --- | ------------------------------------------------------------------------------- |
|                                             | -                | 0-1 0-2 0-3 0-4 0-5 0-6 0-7 0-8 0-9 0-10 0-11 0-12 0-13 0-14 0-15 | Davranche (Raux, Léo) — 3 min 1 s Besson (Colley, Broutin) — 6 min 12 s C. Thomas (Cruchandeau, Belharfi) — 8 min 42 s Budínský (Broutin) — 14 min 50 s Roswell (Duperreault, M. Thomas) — 16 min 2 s Budínský (Bataillé, Broutin) — 18 min 45 s C. Thomas (Belharfi, M. Thomas) — 20 min 45 s (SN) Broutin (Budínský, Svoboda) — 21 min 35 s (SN) Duperreault (Colley, Besson) — 28 min 18 s Colley — 31 min 1 s (IN) Budínský (Svoboda, Dinda) — 44 min 55 s Colley (Bataillé, Roswell) — 51 min 4 s Budínský (Broutin, Svoboda) — 51 min 4 s Young (Dinda, Cruchandeau) — 53 min 30 s Raux (Davranche, Leo) — 58 min 6 s | Arbitrage : Florian Aurat Juges de lignes : Nicolas Messier et Maxime Laboulais |
| Labat (30 min 36 s) Van Acker (29 min 24 s) | Gardiens         | Vazzaz                                                            | | Arbitrage : Florian Aurat Juges de lignes : Nicolas Messier et Maxime Laboulais |
| 6 min                                       | Pénalités        | 2 min                                                             | | Arbitrage : Florian Aurat Juges de lignes : Nicolas Messier et Maxime Laboulais |
|                                             |                  |                                                                   | | Arbitrage : Florian Aurat Juges de lignes : Nicolas Messier et Maxime Laboulais |

| 1er octobre 2022 | Châlons-en-Champagne (D3) | 3-5 (1-1, 0-1, 2-3) | Reims (D2) | Patinoire Cités Glace 910 spectateurs |

| Feuille de match | Feuille de match                                                                                            | Feuille de match                | Feuille de match | Feuille de match                                                                 |
| ---------------- | --- | ------------------------------- | --- | -------------------------------------------------------------------------------- |
|                  | Pernot (Thery, Girardin) — 5 min 20 s - Holodkovs (Matejka, Chaupin) — 54 min 52 s - Mikula — 58 min 47 s - | 1-0 1-1 1-2 1-3 2-3 2-4 3-4 3-5 | - Novotný (Rouillard, Travnicek) — 6 min 10 s Martial (Lathuillière, Dmitritchev) — 38 min 32 s Logeat (Dmitritchev, Martial) — 50 min 54 s - Rouillard (Lyytinen, Travnicek) — 56 min 34 s (SN) - Rouillard (Eriksson) — 60 min | Arbitrage : Samuel Fessier Juges de lignes : Louis Gissler et Julien Le Monnier@ |
| Brun             | Gardiens | Pietilä                         | | Arbitrage : Samuel Fessier Juges de lignes : Louis Gissler et Julien Le Monnier@ |
| 14 min           | Pénalités                                                                                                   | 6 min                           | | Arbitrage : Samuel Fessier Juges de lignes : Louis Gissler et Julien Le Monnier@ |
|                  | |                                 | | Arbitrage : Samuel Fessier Juges de lignes : Louis Gissler et Julien Le Monnier@ |

| 1er octobre 2022 | Meudon (D2) | 6-3 (2-0, 2-2, 2-1) | Valenciennes (D2) | UCPA Sport Station 303 spectateurs |

| Feuille de match | Feuille de match | Feuille de match                    | Feuille de match | Feuille de match                                                                  |
| ---------------- | --- | ----------------------------------- | --- | --------------------------------------------------------------------------------- |
|                  | Mony (Mouratov, Papaux) — 5 min 36 s Papaux (Mathieu, Torstensson) — 16 min 35 s (SN) - Lorcher (Mathieu) — 28 min 6 s Pisarik (Mathieu, Lorcher) — 34 min 32 s (SN) - Mathieu — 46 min 27 s (SN) Sebag (Torstensson, Mony) — 50 min 13 s (SN) - | 1-0 2-0 2-1 3-1 4-1 4-2 5-2 6-2 6-3 | - Krepelka (Altybarmikian, Marguet) — 21 min 37 s (SN) - Cornu (Altybarmikian) — 36 min 42 s (SN) - Jääskeläinen (Sadoine) — 57 min 49 s | Arbitrage : Philippe Frossard Juges de lignes : Romain Honoré et Leevan Thiebault |
| Neau             | Gardiens | Viskari                             | | Arbitrage : Philippe Frossard Juges de lignes : Romain Honoré et Leevan Thiebault |
| 8 min            | Pénalités | 12 min                              | | Arbitrage : Philippe Frossard Juges de lignes : Romain Honoré et Leevan Thiebault |
|                  | |                                     | | Arbitrage : Philippe Frossard Juges de lignes : Romain Honoré et Leevan Thiebault |

| 1er octobre 2022 | Évry-Viry (D2) | 1-8 (0-1, 0-5, 1-2) | Neuilly-sur-Marne (D1) | Patinoire François Le Comte 200 spectateurs |

| Feuille de match | Feuille de match                                      | Feuille de match                    | Feuille de match | Feuille de match                                                                    |
| ---------------- | ----------------------------------------------------- | ----------------------------------- | --- | ----------------------------------------------------------------------------------- |
|                  | - M. Decourtye (Graziano, A. Gautron) — 54 min 28 s - | 0-1 0-2 0-3 0-4 0-5 0-6 0-7 1-7 1-8 | Cerdà (Valier, Auvitu) — 11 s Pardo (Plaire, Damy) — 25 min 12 s Johnson (Cerdà, Soubra) — 25 min 58 s Jones (Plaire, Damy) Adkins (Cerdà, Jones) — 38 min 23 s (SN) Valier (Adkins) — 38 min 55 s Adkins (Baldris, Valier) — 46 min 24 s - Plaire (Jones, Pardo) — 57 min 6 s | Arbitrage : Guillaume Gardiol Juges de lignes : Alban Delsarte et Antoine Debucquet |
| Melin            | Gardiens                                              | Duquenne                            | | Arbitrage : Guillaume Gardiol Juges de lignes : Alban Delsarte et Antoine Debucquet |
| 12 min           | Pénalités                                             | 4 min                               | | Arbitrage : Guillaume Gardiol Juges de lignes : Alban Delsarte et Antoine Debucquet |
|                  |                                                       |                                     | | Arbitrage : Guillaume Gardiol Juges de lignes : Alban Delsarte et Antoine Debucquet |

| 1er octobre 2022 | Français volants (D2) | 4-0 (1-0, 0-0, 3-0) | Courbevoie (D2) | Patinoire Sonja-Henie 90 spectateurs |

| Feuille de match | Feuille de match | Feuille de match | Feuille de match | Feuille de match                                                             |
| ---------------- | --- | ---------------- | ---------------- | ---------------------------------------------------------------------------- |
|                  | Delobelle (Lacombe, Vinals) — 11 min 44 s Gustavsson (Dana, Kouzmin) — 46 min 57 s (2 SN) Gustavsson (Benoist, Cuzin) — 47 min 24 s (SN) Vinals (Dumont, Nadaux) — 56 min 37 s | 1-0 2-0 3-0 4-0  | -                | Arbitrage : Pascal Telliez Juges de lignes : Cyril Debuche et Gaëlle Bourdon |
| Masters          | Gardiens | Nikolić          |                  | Arbitrage : Pascal Telliez Juges de lignes : Cyril Debuche et Gaëlle Bourdon |
| 21 min           | Pénalités | 27 min           |                  | Arbitrage : Pascal Telliez Juges de lignes : Cyril Debuche et Gaëlle Bourdon |
|                  | |                  |                  | Arbitrage : Pascal Telliez Juges de lignes : Cyril Debuche et Gaëlle Bourdon |

| 1er octobre 2022 | Metz (D3) | 1-14 (0-5, 1-3, 0-6) | Épinal (D1) | Ice Arena de Metz |

| Feuille de match                              | Feuille de match               | Feuille de match                                                 | Feuille de match | Feuille de match                                                                  |
| --------------------------------------------- | ------------------------------ | ---------------------------------------------------------------- | --- | --------------------------------------------------------------------------------- |
|                                               | - Leheron — 32 min 59 s (SN) - | 0-1 0-2 0-3 0-4 0-5 0-6 0-7 0-8 1-8 1-9 1-10 1-11 1-12 1-13 1-14 | Hrehorčák (Fujerik, Lubin) — 3 min 47 s Ames (Nechala, Rudzan) — 4 min 27 s Ritz (Ganz, Jayat) — 13 min 17 s Rapenne (Markovič, Nechala) — 14 min 4 s Rapenne (Ames) — 18 min 42 s (SN) Rapenne (Nechala, Rudzan) — 21 min 9 s Martin (Markovič, Rusina) — 24 min 50 s Markovič (Rudzan, Rapenne) — 28 min 18 s - Markovič (Rudzan) — 42 min 9 s Ames (Hrehorčák, Nechala) — 44 min 25 s Rapenne (Rudzan) — 45 min 28 s Markovič (Rapenne, Rusina) — 50 min 3 s Nechala (Nemcek, Ames) — 50 min 24 s Fujerik (Hrehorčák, Rusina) — 56 min 18 s | Arbitrage : Cédric Turbert Juges de lignes : Jérémie Collin et Johan Kirschenbaum |
| Eriksson (49 min 58 s)) Bottraud (10 min 2 s) | Gardiens                       | Bonvalot (20 min) Thevenot (40 min)                              | | Arbitrage : Cédric Turbert Juges de lignes : Jérémie Collin et Johan Kirschenbaum |
| 6 min                                         | Pénalités                      | 6 min                                                            | | Arbitrage : Cédric Turbert Juges de lignes : Jérémie Collin et Johan Kirschenbaum |
|                                               |                                |                                                                  | | Arbitrage : Cédric Turbert Juges de lignes : Jérémie Collin et Johan Kirschenbaum |

| 1er octobre 2022 | Colmar (D2) | 1-4 (0-1, 1-0, 0-3) | Amnéville (D2) | Patinoire de Colmar 172 spectateurs |

| Feuille de match | Feuille de match                              | Feuille de match    | Feuille de match | Feuille de match                                                                                 |
| ---------------- | --------------------------------------------- | ------------------- | --- | ------------------------------------------------------------------------------------------------ |
|                  | - Abdelali (Ackermann, Dehan) — 22 min 22 s - | 0-1 1-1 1-2 1-3 1-4 | Barger (De Sousa, Vogt) — 3 min 59 s - Barger (Tailly) — 46 min 45 s Poutanen (De Sousa) — 59 min 6 s Catelli — 59 min 49 s | Arbitrage : Sébastien Geoffroy Juges de lignes : Sueva Torribio-Rousselin et Christophe Moncozet |
| Wessang          | Gardiens                                      | Bosko               | | Arbitrage : Sébastien Geoffroy Juges de lignes : Sueva Torribio-Rousselin et Christophe Moncozet |
| 6 min            | Pénalités                                     | 6 min               | | Arbitrage : Sébastien Geoffroy Juges de lignes : Sueva Torribio-Rousselin et Christophe Moncozet |
|                  |                                               |                     | | Arbitrage : Sébastien Geoffroy Juges de lignes : Sueva Torribio-Rousselin et Christophe Moncozet |

| 1er octobre 2022 | Dijon (D3) | 1-12 (0-2, 1-3, 0-7) | Strasbourg (D1) | Patinoire Trimolet 567 spectateurs |

| Feuille de match | Feuille de match                      | Feuille de match                                       | Feuille de match | Feuille de match                                                                  |
| ---------------- | ------------------------------------- | ------------------------------------------------------ | --- | --------------------------------------------------------------------------------- |
|                  | - Chabert (Strömbäck) — 28 min 22 s - | 0-1 0-2 0-3 1-3 1-4 1-5 1-6 1-7 1-8 1-9 1-10 1-11 1-12 | Důras (Côté, Sozanski) — 6 min 13 s (SN) Lobstein (Sénéchal) — 13 min 5 s Côté (Trudeau, Franck) — 23 min 46 s - Côté (Trudeau, Lucchini) — 34 min 44 s Sénéchal (Hoehe, Lobstein) — 37 min Fondadouze (Sozanski) — 45 min 32 s Pousse (Olive, Sozanski) — 51 min 7 s (SN) Fondadouze (Sénéchal, Lobstein) — 51 min 49 s Sozanski (Côté, Trudeau) — 53 min 16 s Boiteau (Giorgi) — 56 min 15 s Trudeau (Côté, Andraud) — 57 min 16 s Pousse (Boiteau) — 59 min 48 s () | Arbitrage : Armand Bornais Juges de lignes : Joffrey Yssembourg et Jérémy Koegler |
| Krofta           | Gardiens                              | Hiadlovský                                             | | Arbitrage : Armand Bornais Juges de lignes : Joffrey Yssembourg et Jérémy Koegler |
| 12 min           | Pénalités                             | 8 min                                                  | | Arbitrage : Armand Bornais Juges de lignes : Joffrey Yssembourg et Jérémy Koegler |
|                  |                                       |                                                        | | Arbitrage : Armand Bornais Juges de lignes : Joffrey Yssembourg et Jérémy Koegler |

| 1er octobre 2022 | La Roche-sur-Yon (D3) | 1-8 (1-0, 0-3, 0-5) | Nantes (D1) | Complexe Arago 1 120 spectateurs |

| Feuille de match | Feuille de match                         | Feuille de match                    | Feuille de match | Feuille de match                                                                     |
| ---------------- | ---------------------------------------- | ----------------------------------- | --- | ------------------------------------------------------------------------------------ |
|                  | Donald (Jacques, Joerger) — 7 min 57 s - | 1-0 1-1 1-2 1-3 1-4 1-5 1-6 1-7 1-8 | - Brenton (Ambrosio) — 21 min 23 s Protčenko (Berthon, André) — 29 min 7 s Dubé (Carpentier, Custosse) — 29 min 24 s Sautereau (Protčenko, Dubé) — 41 min 30 s André (Plouffe) — 43 min 22 s Protčenko (Dubé, Lanvers) — 48 min 32 s (SN) Thomas (Marks) — 49 min 22 s Brenton (Lanvers) — 49 min 57 s | Arbitrage : Stéphane Peronnin Juges de lignes : Pierre Tronet et Florian Tocqueville |
| Desvignes        | Gardiens                                 | Duquenne                            | | Arbitrage : Stéphane Peronnin Juges de lignes : Pierre Tronet et Florian Tocqueville |
| 16 min           | Pénalités                                | 6 min                               | | Arbitrage : Stéphane Peronnin Juges de lignes : Pierre Tronet et Florian Tocqueville |
|                  |                                          |                                     | | Arbitrage : Stéphane Peronnin Juges de lignes : Pierre Tronet et Florian Tocqueville |

| 1er octobre 2022 | Tours (D1) | 4-1 (0-0, 2-1, 2-0) | Caen (D1) | Patinoire de Tours 1 104 spectateurs |

| Feuille de match | Feuille de match | Feuille de match       | Feuille de match                                           | Feuille de match                                                                          |
| ---------------- | --- | ---------------------- | ---------------------------------------------------------- | ----------------------------------------------------------------------------------------- |
|                  | Newbury (McSween, Birolini) — 30 min 48 s (SN) Ayotte (McSween, Hudak) — 35 min 33 s - Camy-Sarty (Jacquier, Birolini) — 50 min 29 s E. Raibon — 58 min 48 s (CV) | 1- 2-0 2-1 3-1 4-1     | - Chamberland (Beckstead, Bushbacher) — 36 min 47 s (SN) - | Arbitrage : Pierre Dehaen Juges de lignes : Charles-Edouard Salmon et Aurélien Smeeckaert |
| S. Raibon        | Gardiens | Quemener (59 min 49 s) |                                                            | Arbitrage : Pierre Dehaen Juges de lignes : Charles-Edouard Salmon et Aurélien Smeeckaert |
| 14 min           | Pénalités | 6 min                  |                                                            | Arbitrage : Pierre Dehaen Juges de lignes : Charles-Edouard Salmon et Aurélien Smeeckaert |
|                  | |                        |                                                            | Arbitrage : Pierre Dehaen Juges de lignes : Charles-Edouard Salmon et Aurélien Smeeckaert |

| 1er octobre 2022 | Brest (D1) | 3-4 (pr) (2-0, 0-2, 1-1, 0-1) | Cholet (D1) | Rïnkla Stadium 580 spectateurs |

| Feuille de match | Feuille de match | Feuille de match            | Feuille de match | Feuille de match                                                                |
| ---------------- | --- | --------------------------- | --- | ------------------------------------------------------------------------------- |
|                  | Kluka (Tremblay, D. Motreff) — 9 min 9 s (SN) Tremblay (Kluka, Perez) — 10 min 6 s - G. Avenel (Gibert, Favarin) — 42 min 44 s (SN) - | 1-0 2-0 2-1 2-2 3-2 3-3 3-4 | - Morozov (Karsh, Seppälä) — 36 min 40 s (SN) Mathieu (Garrido, Seignez) — 37 min 13 s - Svitac (Karsh, Lemetais) — 56 min 33 s Morozov (Sprukts, Karsh) — 61 min 6 s | Arbitrage : Sébastien Levasseur Juges de lignes : Thomas Simon et Jérémy Métais |
| Blažek           | Gardiens | Luba                        | | Arbitrage : Sébastien Levasseur Juges de lignes : Thomas Simon et Jérémy Métais |
| 18 min           | Pénalités | 8 min                       | | Arbitrage : Sébastien Levasseur Juges de lignes : Thomas Simon et Jérémy Métais |
|                  | |                             | | Arbitrage : Sébastien Levasseur Juges de lignes : Thomas Simon et Jérémy Métais |

| 1er octobre 2022 | Lyon (D3) | 3-4 (1-2, 2-2, 0-0) | Chambéry (D1) | Patinoire Charlemagne 1 243 spectateurs |

| Feuille de match | Feuille de match | Feuille de match            | Feuille de match | Feuille de match                                                              |
| ---------------- | --- | --------------------------- | --- | ----------------------------------------------------------------------------- |
|                  | Kuľha (J. Estienne, Kubovčík) — 32 s - Gaillochet (Robert, Kysilka) — 30 min 32 s - Kuľha (Franzino, Kubovcik) — 34 min 55 s (SN) | 1-0 1-1 1-2 1-3 2-3 2-4 3-4 | - Delmas — 1 min Reynaud (Daneau) — 17 min 44 s Raveaud (Lesage, Siraudin) — 22 min 58 s - Reynaud (Daneau, Labbé) — 32 min 40 s - | Arbitrage : Alexis Grabit Juges de lignes : Tristan Derkaoui et Steven Neuraz |
| Ginier           | Gardiens | Kogovšek                    | | Arbitrage : Alexis Grabit Juges de lignes : Tristan Derkaoui et Steven Neuraz |
| 4 min            | Pénalités | 6 min                       | | Arbitrage : Alexis Grabit Juges de lignes : Tristan Derkaoui et Steven Neuraz |
|                  | |                             | | Arbitrage : Alexis Grabit Juges de lignes : Tristan Derkaoui et Steven Neuraz |

| 1er octobre 2022 | Courchevel-Méribel-Pralognan (D2) | 1-7 (0-2, 1-1, 0-4) | Morzine-Avoriaz (D1) | Patinoire de Courchevel 283 spectateurs |

| Feuille de match | Feuille de match                              | Feuille de match                | Feuille de match | Feuille de match                                                                |
| ---------------- | --------------------------------------------- | ------------------------------- | --- | ------------------------------------------------------------------------------- |
|                  | - Bureau (Egli, Lopes) — 30 min 21 s (2 SN) - | 0-1 0-2 0-3 1-3 1-4 1-5 1-6 1-7 | Dutruel — 4 min 41 s Dutruel (N. Ross) — 12 min 32 s (SN) Couvat (Hermant) — 27 min 20 s - Yochim (N. Ross, Dutruel) — 42 min 4 s (SN) Shroyer (Yochim) — 44 min 10 s Delale (Vialle, Premat) — 54 min 9 s Radford (Cerdà, Hermant) — 56 min 27 s | Arbitrage : Frédéric Peurière Juges de lignes : Thiefen Biot et Gwilherm Margry |
| Bontorin         | Gardiens                                      | Mugnier                         | | Arbitrage : Frédéric Peurière Juges de lignes : Thiefen Biot et Gwilherm Margry |
| 12 min           | Pénalités                                     | 10 min                          | | Arbitrage : Frédéric Peurière Juges de lignes : Thiefen Biot et Gwilherm Margry |
|                  |                                               |                                 | | Arbitrage : Frédéric Peurière Juges de lignes : Thiefen Biot et Gwilherm Margry |

| 1er octobre 2022 | Villard-de-Lans (D2) | 2-7 (1-2, 1-4, 0-1) | Mont-Blanc (D1) | Patinoire André Ravix 411 spectateurs |

| Feuille de match                | Feuille de match                                                     | Feuille de match                    | Feuille de match | Feuille de match                                                          |
| ------------------------------- | -------------------------------------------------------------------- | ----------------------------------- | --- | ------------------------------------------------------------------------- |
|                                 | Pečura — 3 min 46 s - Ruel (Tchernikov, Pečura) — 34 min 10 s (SN) - | 1-0 1-1 1-2 1-3 1-4 2-4 2-5 2-6 2-7 | - Bícha (Fortin) — 5 min 39 s Sarlin (Bícha, Fortin) — 17 min 21 s Sarlin (Bícha, Rama) — 24 min 9 s Fortin (Bícha, Sarlin) — 31 min 3 s - Walz (Zabis) — 37 min 3 s Fortin — 38 min 55 s Besson (Bícha) — 43 min 13 s (2 SN) | Arbitrage : Adrian Popa Juges de lignes : Gildas Fontaine et Eric Briolat |
| Finé (40 min) Accarier (20 min) | Gardiens                                                             | Goy                                 | | Arbitrage : Adrian Popa Juges de lignes : Gildas Fontaine et Eric Briolat |
| 12 min                          | Pénalités                                                            | 12 min                              | | Arbitrage : Adrian Popa Juges de lignes : Gildas Fontaine et Eric Briolat |
|                                 |                                                                      |                                     | | Arbitrage : Adrian Popa Juges de lignes : Gildas Fontaine et Eric Briolat |

| 1er octobre 2022 | Annecy (D2) | 5-4 (2-0, 1-0, 2-4) | Roanne (D2) | Complexe Jean Régis 450 spectateurs |

| Feuille de match | Feuille de match | Feuille de match                    | Feuille de match | Feuille de match                                                                    |
| ---------------- | --- | ----------------------------------- | --- | ----------------------------------------------------------------------------------- |
|                  | Springer (Combaz, Westerlund) — 16 min (SN) Schmitt — 17 min 14 s Gauze (Westerlund, Jenista) — 37 min 58 s Springer (Schmitt, Lardy) — 44 min 41 s - Gauze (Rave, Springer) — 59 min 37 s (SN) | 1-0 2-0 3-0 4-0 4-1 4-2 4-3 4-4 5-4 | - Visockis (Upītis, Grossetete) — 44 min 57 s Visockis (Luscombe) — 48 min 4 s (SN) Luscombe (Visockis, S. Puravet) — 49 min 3 s Luscombe (Visockis, Upītis) — 55 min 28 s - | Arbitrage : Damien Icard Juges de lignes : Anne-Sophie Boniface et David Tchekachev |
| Mongellaz        | Gardiens | Cachard                             | | Arbitrage : Damien Icard Juges de lignes : Anne-Sophie Boniface et David Tchekachev |
| 14 min           | Pénalités | 20 min                              | | Arbitrage : Damien Icard Juges de lignes : Anne-Sophie Boniface et David Tchekachev |
|                  | |                                     | | Arbitrage : Damien Icard Juges de lignes : Anne-Sophie Boniface et David Tchekachev |

| 1er octobre 2022 | Clermont-Ferrand (D2) | 5-6 (2-1, 2-2, 1-3) | Toulouse-Blagnac (D2) | Patinoire Clermont Communauté 346 spectateurs |

| Feuille de match | Feuille de match | Feuille de match                            | Feuille de match | Feuille de match                                                                 |
| ---------------- | --- | ------------------------------------------- | --- | -------------------------------------------------------------------------------- |
|                  | - Narbonne (Stirling, Moreau) — 16 min 51 s (SN) Yliniva (Trouvé, Prost) — 17 min 59 s - Trouvé (Yliniva, Prost) — 26 min 43 s Narbonne (Runsala, Moreau) — 31 min 15 s - Yliniva — 58 min 27 s (JS) | 0-1 1-1 2-1 2-2 3-2 4-2 4-3 4-4 4-5 4-6 5-6 | Boccassini (Portier, Champin-Flachaire) — 1 min 28 s - Pommier (Sudor, Champin-Flachaire) — 26 min 18 s (SN) - Chauveau — 37 min 43 s (IN) Boccassini (Bergeron, Martin-Whalen) — 42 min 24 s (SN) Chauveau (Chauvet) — 49 min 10 s Blaser (Pampanay, Mairal) — 56 min 17 s - | Arbitrage : Bastien Germaneaud Juges de lignes : Quentin Cady et Olivier Salicio |
| Blanc            | Gardiens | Bolduc                                      | | Arbitrage : Bastien Germaneaud Juges de lignes : Quentin Cady et Olivier Salicio |
| 8 min            | Pénalités | 8 min                                       | | Arbitrage : Bastien Germaneaud Juges de lignes : Quentin Cady et Olivier Salicio |
|                  | |                                             | | Arbitrage : Bastien Germaneaud Juges de lignes : Quentin Cady et Olivier Salicio |

| 1er octobre 2022 | Poitiers (D3) | 1-8 (0-3, 1-4, 0-1) | Montpellier (D1) | Patinoire de Poitiers |

| Feuille de match                      | Feuille de match                           | Feuille de match                    | Feuille de match | Feuille de match                                                                  |
| ------------------------------------- | ------------------------------------------ | ----------------------------------- | --- | --------------------------------------------------------------------------------- |
|                                       | - Gombert (Digoin, Venien) — 31 min 20 s - | 0-1 0-2 0-3 0-4 0-5 0-6 1-6 1-7 1-8 | Caudron (Montagut, Houeix) — 3 min 17 s Houeix (Dechelle, Plantrou) — 11 min 40 s (IN) Tartari (Blanchy, Cherkaoui) — 19 min 34 s Blanchy (Houeix, Plantrou) — 23 min 38 s (SN) Barin (Cherkaoui) — 27 min 55 s (IN) Barin (Montagut, Ropert) — 31 min (IN) - Ardouin (Caudron, Tartari) — 39 min 38 s Plantrou (Montagut) — 51 min 18 s | Arbitrage : Romain Herrault Juges de lignes : Franck Dessolain et Charles Baudoin |
| Rassineux (31 min) Ramonatxo (29 min) | Gardiens                                   | Wery                                | | Arbitrage : Romain Herrault Juges de lignes : Franck Dessolain et Charles Baudoin |
| 16 min                                | Pénalités                                  | 12 min                              | | Arbitrage : Romain Herrault Juges de lignes : Franck Dessolain et Charles Baudoin |
|                                       |                                            |                                     | | Arbitrage : Romain Herrault Juges de lignes : Franck Dessolain et Charles Baudoin |

| 1er octobre 2022 | Toulon (D3) | 2-5 (1-1, 0-2, 1-2) | Marseille (D1) | Patinoire de la Garde 350 spectateurs |

| Feuille de match | Feuille de match                                                                       | Feuille de match            | Feuille de match | Feuille de match                                                            |
| ---------------- | -------------------------------------------------------------------------------------- | --------------------------- | --- | --------------------------------------------------------------------------- |
|                  | Novotný (Cazaubon, Harivel) — 4 min 35 s (SN) - Novotný (Martin Jaubert) — 46 min 32 s | 1-0 1-1 1-2 1-3 1-4 1-5 2-5 | - Vialatte — 18 min 39 s (SN) Bortino (Vialatte) — 20 min 15 s Gajarský (Chausserie-Laprée) — 24 min 12 s Anossov (Makarov) — 41 min 3 s Baškatovs (Chausserie-Laprée, Maxe. Leroux) — 45 min 45 s - | Arbitrage : Didier Drif Juges de lignes : Benjamin Auméras et Matthias Aman |
| Houillez         | Gardiens                                                                               | Guilbaut                    | | Arbitrage : Didier Drif Juges de lignes : Benjamin Auméras et Matthias Aman |
| 6 min            | Pénalités                                                                              | 8 min                       | | Arbitrage : Didier Drif Juges de lignes : Benjamin Auméras et Matthias Aman |
|                  |                                                                                        |                             | | Arbitrage : Didier Drif Juges de lignes : Benjamin Auméras et Matthias Aman |

| 1er octobre 2022 | Avignon (D3) | 2-7 (1-2, 0-2, 1-3) | Valence (D2) | Palais de la Glace 427 spectateurs |

| Feuille de match | Feuille de match                                        | Feuille de match                    | Feuille de match | Feuille de match                                                               |
| ---------------- | ------------------------------------------------------- | ----------------------------------- | --- | ------------------------------------------------------------------------------ |
|                  | - Campagna (Cassan) — 39 s - Janny — 50 min 17 s (SN) - | 0-1 1-1 1-2 1-3 1-4 1-5 2-5 2-6 2-7 | Briancon (Kragh, Månsson) — 16 s - Kragh (Månsson) — 5 min 6 s Kragh (Janči) — 31 min 21 s (2 SN) Briancon (Huguet, Janči) — 36 min 49 s Janči (Rodriguez, Stevenin) — 47 min 10 s - Månsson (Kragh) — 54 min 32 s Månsson (Corvi, Janči) — 58 min 6 s (SN) | Arbitrage : Florian Robert Juges de lignes : Damien Thiercy et Alexia Cheyroux |
| Durbin           | Gardiens                                                | Gautero                             | | Arbitrage : Florian Robert Juges de lignes : Damien Thiercy et Alexia Cheyroux |
| 43 min           | Pénalités                                               | 49 min                              | | Arbitrage : Florian Robert Juges de lignes : Damien Thiercy et Alexia Cheyroux |
|                  |                                                         |                                     | | Arbitrage : Florian Robert Juges de lignes : Damien Thiercy et Alexia Cheyroux |

## Seizièmes de finale
| 18 octobre 2022 | Reims (D2) | 8-4 (2-0, 3-2, 3-2) | Wasquehal (D2) | Patinoire Albert-Ier 421 spectateurs |

| Feuille de match | Feuille de match | Feuille de match                                | Feuille de match | Feuille de match                                                                      |
| ---------------- | --- | ----------------------------------------------- | --- | ------------------------------------------------------------------------------------- |
|                  | Dmitritchev — 2 min 22 s Martial (Dmitritchev) — 6 min 47 s Novotný — 27 min 35 s - Dmitritchev (Eriksson) — 30 min 41 s Dmitritchev (Martial, Lathuillière) — 38 min - Dmitritchev (Martial) — 54 min 32 s Eriksson — 56 min 48 s Dmitritchev (Lathuillière) — 58 min 13 s | 1-0 2-0 3-0 3-1 4-1 5-1 5-2 5-3 5-4 6-4 7-4 8-4 | - Herrera (Finé, Destoop) — 28 min 17 s - Adamczak (Guirado, Finé) — 39 min 2 s Milcent (Sahagun) — 45 min 23 s Sahagun (Toneatto, Adamczak) — 49 min 34 s - | Arbitrage : Sébastien Geoffroy Juges de lignes : Alban Delsarte et Johan Kirschenbaum |
| Pietilä          | Gardiens | Binanzer                                        | | Arbitrage : Sébastien Geoffroy Juges de lignes : Alban Delsarte et Johan Kirschenbaum |
| 8 min            | Pénalités | 10 min                                          | | Arbitrage : Sébastien Geoffroy Juges de lignes : Alban Delsarte et Johan Kirschenbaum |
|                  | |                                                 | | Arbitrage : Sébastien Geoffroy Juges de lignes : Alban Delsarte et Johan Kirschenbaum |

| 18 octobre 2022 | Amnéville (D2) | 1-16 (1-1, 0-7, 0-8) | Amiens (SLM) | Patinoire du Centre de Loisirs 246 spectateurs |

| Feuille de match               | Feuille de match                           | Feuille de match                                                           | Feuille de match | Feuille de match                                                                        |
| ------------------------------ | ------------------------------------------ | -------------------------------------------------------------------------- | --- | --------------------------------------------------------------------------------------- |
|                                | Poutanen (Goux, Griet) — 7 min 53 s (SN) - | 1-0 1-1 1-2 1-3 1-4 1-5 1-6 1-7 1-8 1-9 1-10 1-11 1-12 1-13 1-14 1-15 1-16 | - Lindroos (Desbiens, Moktari) — 11 min 33 s (SN) Plagnat (Lindroos, Siironen) — 20 min 54 s Bault (Roussel, Lopatchouk) — 21 min 25 s Ruel (Rajamäki) — 25 min 33 s (SN) Leclerc (Djemel, Ruel) — 30 min 55 s Siironen (Lindroos, Desbiens) — 35 min 49 s Bault (Bruche, Simonsen) — 37 min 58 s (SN) Simonsen (Lopatchouk, Bault) — 38 min 59 s Leclerc (Morin, Rajamäki) — 40 min 54 s Lopatchouk (Siironen, Simonsen) — 41 min 9 s Simonsen (Lopatchouk, Lindroos) — 41 min 17 s Djemel (Tiala, Roussel) — 41 min 55 s Plagnat (Lopatchouk) — 47 min 58 s Morin — 50 min 40 s Simonsen (Lopatchouk) — 56 min 17 s Djemel (Ruel, Tiala) — 56 min 19 s | Arbitrage : Sébastien Levasseur Juges de lignes : Nicolas Messier et Joffrey Yssembourg |
| Bosko (40 min) Berger (20 min) | Gardiens                                   | Bodin                                                                      | | Arbitrage : Sébastien Levasseur Juges de lignes : Nicolas Messier et Joffrey Yssembourg |
| 10 min                         | Pénalités                                  | 2 min                                                                      | | Arbitrage : Sébastien Levasseur Juges de lignes : Nicolas Messier et Joffrey Yssembourg |
|                                |                                            |                                                                            | | Arbitrage : Sébastien Levasseur Juges de lignes : Nicolas Messier et Joffrey Yssembourg |

| 18 octobre 2022 | Français volants (D2) | 0-10 (0-2, 0-5, 0-3) | Rouen (SLM) | L'Île Lacroix 2 941 spectateurs |

| Feuille de match                               | Feuille de match | Feuille de match                         | Feuille de match | Feuille de match                                                              |
| ---------------------------------------------- | ---------------- | ---------------------------------------- | --- | ----------------------------------------------------------------------------- |
|                                                | -                | 0-1 0-2 0-3 0-4 0-5 0-6 0-7 0-8 0-9 0-10 | Mallet (Cantagallo, Beauchemin) — 11 min 16 s Vīgners (Chakiachvili, Lampérier) — 15 min 12 s Tessier (Vīgners, Elorinne) — 22 min 9 s Beauchemin (Boivin) — 25 min 43 s Mallet (Boivin, Chakiachvili) — 28 min 40 s (SN) Leborgne (Perret) — 34 min 28 s Boivin (Beauchemin, Mallet) — 38 min 16 s Mallet (Boivin, Beauchemin) — 45 min 4 s Yeo (Tomasino, Leborgne) — 54 min 51 s (IN) Cantagallo (Tessier, Bedin) — 55 min 59 s | Arbitrage : Adrien Ernecq Juges de lignes : Leevan Thiebault et Pierre Tronet |
| Masters (31 min 54 s) Florchinger (28 min 6 s) | Gardiens         | Caubet (40 min) Thirion (20 min)         | | Arbitrage : Adrien Ernecq Juges de lignes : Leevan Thiebault et Pierre Tronet |
| 2 min                                          | Pénalités        | 4 min                                    | | Arbitrage : Adrien Ernecq Juges de lignes : Leevan Thiebault et Pierre Tronet |
|                                                |                  |                                          | | Arbitrage : Adrien Ernecq Juges de lignes : Leevan Thiebault et Pierre Tronet |

| 18 octobre 2022 | Meudon (D2) | 0-3 (0-0, 0-3, 0-0) | Dunkerque (D1) | UCPA Sport Station 300 spectateurs |

| Feuille de match | Feuille de match | Feuille de match | Feuille de match                                                                                   | Feuille de match                                                                          |
| ---------------- | ---------------- | ---------------- | -------------------------------------------------------------------------------------------------- | ----------------------------------------------------------------------------------------- |
|                  | -                | 0-1 0-2 0-3      | Besson — 31 min 47 s Svoboda (Cruchandeau) — 32 min 32 s Dinda (C. Thomas, Budínský) — 38 min 40 s | Arbitrage : Alexandre Bourreau Juges de lignes : Jérémie Collin et Charles-Edouard Salmon |
| Neau             | Gardiens         | Vazzaz           | | Arbitrage : Alexandre Bourreau Juges de lignes : Jérémie Collin et Charles-Edouard Salmon |
| 4 min            | Pénalités        | 10 min           | | Arbitrage : Alexandre Bourreau Juges de lignes : Jérémie Collin et Charles-Edouard Salmon |
|                  |                  |                  | | Arbitrage : Alexandre Bourreau Juges de lignes : Jérémie Collin et Charles-Edouard Salmon |

| 19 octobre 2022 | Neuilly-sur-Marne (D1) | 2-4 (0-0, 1-3, 1-1) | Cergy-Pontoise (SLM) | Patinoire municipale de Neuilly-sur-Marne 160 spectateurs |

| Feuille de match     | Feuille de match                                                                      | Feuille de match        | Feuille de match | Feuille de match                                                              |
| -------------------- | ------------------------------------------------------------------------------------- | ----------------------- | --- | ----------------------------------------------------------------------------- |
|                      | - Baldris (Breton, Johnson) — 26 min 13 s - Baldris (Luedtke, Johnson) — 43 min 1 s - | 0-1 1-1 1-2 1-3 2-3 2-4 | Millier (Torrel, Hordelalay) — 25 min 5 s (SN) - Hordelalay (Dorey) — 31 min 32 s Suire (Kauppila, Gueurif) — 35 min 38 s - Versich (Hordelalay, Coulobe) — 47 min 5 s | Arbitrage : Cyril Debuche Juges de lignes : Aurélien Smeeckaert et Yann Furet |
| Corvez (58 min 12 s) | Gardiens                                                                              | Gilbert                 | | Arbitrage : Cyril Debuche Juges de lignes : Aurélien Smeeckaert et Yann Furet |
| 12 min               | Pénalités                                                                             | 10 min                  | | Arbitrage : Cyril Debuche Juges de lignes : Aurélien Smeeckaert et Yann Furet |
|                      |                                                                                       |                         | | Arbitrage : Cyril Debuche Juges de lignes : Aurélien Smeeckaert et Yann Furet |

| 18 octobre 2022 | Épinal (D1) | 10-0 (2-0, 7-0, 1-0) | Morzine-Avoriaz (D1) | Patinoire de Poissompré 2 250 spectateurs |

| Feuille de match                               | Feuille de match | Feuille de match                           | Feuille de match | Feuille de match                                                                    |
| ---------------------------------------------- | --- | ------------------------------------------ | ---------------- | ----------------------------------------------------------------------------------- |
|                                                | Ames — 7 min 43 s Fujerik (Hrehorčák, Nechala) — 18 min 19 s Fujerik (Rusina, Hrehorčák) — 20 min 15 s Jayat (Ames) — 24 min 20 s Rudzan (Markovic, Donnet) — 26 min 52 s Rudzan (Lubin) — 29 min 18 s Charpentier (Markovič, Donnet) — 29 min 56 s Fujerik (Hrehorčák, Rudzan) — 32 min 2 s (SN) Fujerik (Lubin, Martin) — 35 min 24 s Pernot (Jayat, Nechala) — 55 min 54 s | 1-0 2-0 3-0 4-0 5-0 6-0 7-0 8-0 9-0 10-0   | -                | Arbitrage : Julien Peyre Juges de lignes : Sueva Torribio-Rousselin et Thiefen Biot |
| Korochoune (29 min 56 s) Thevenot (30 min 4 s) | Gardiens | Mugnier (29 min 18 s) Bouvet (30 min 42 s) |                  | Arbitrage : Julien Peyre Juges de lignes : Sueva Torribio-Rousselin et Thiefen Biot |
| 14 min                                         | Pénalités | 19 min                                     |                  | Arbitrage : Julien Peyre Juges de lignes : Sueva Torribio-Rousselin et Thiefen Biot |
|                                                | |                                            |                  | Arbitrage : Julien Peyre Juges de lignes : Sueva Torribio-Rousselin et Thiefen Biot |

| 18 octobre 2022 | Strasbourg (D1) | 0-4 (0-1, 0-0, 0-3) | Mulhouse (SLM) | Patinoire Iceberg 951 spectateurs |

| Feuille de match | Feuille de match | Feuille de match | Feuille de match | Feuille de match                                                                 |
| ---------------- | ---------------- | ---------------- | --- | -------------------------------------------------------------------------------- |
|                  | -                | 0-1 0-2 0-3 0-4  | Makarov (Essipov, Mugnier) — 14 min 26 s Berardinelli (Essipov, Matima) — 48 min 39 s Berardinelli (Loizeau, Mugnier) — 58 min 26 s (CV) Makarov (Ģēģeris, Rytchagov) — 59 min 31 s | Arbitrage : Nicolas Cregut Juges de lignes : Justin Chouleur et Jason Thorrignac |
| Hiadlovský       | Gardiens         | Papillon         | | Arbitrage : Nicolas Cregut Juges de lignes : Justin Chouleur et Jason Thorrignac |
| 8 min            | Pénalités        | 6 min            | | Arbitrage : Nicolas Cregut Juges de lignes : Justin Chouleur et Jason Thorrignac |
|                  |                  |                  | | Arbitrage : Nicolas Cregut Juges de lignes : Justin Chouleur et Jason Thorrignac |

| 19 octobre 2022 | Annecy (D2) | 3-2 (pr) (0-1, 2-1, 0-0, 1-0) | Marseille (D1) | Complexe Jean Régis 525 spectateurs |

| Feuille de match | Feuille de match | Feuille de match    | Feuille de match                                                                             | Feuille de match                                                                       |
| ---------------- | --- | ------------------- | -------------------------------------------------------------------------------------------- | -------------------------------------------------------------------------------------- |
|                  | - Gauze (Papa, Moncenix) — 32 min 47 s (SN) Combaz (Springer, Heiskanen) — 38 min 48 s Westerlund (Schmitt, Papa) — 61 min 23 s (SN) | 0-1 0-2 1-2 2-2 3-2 | Maxe. Leroux (Chautant, Baškatovs) — 17 min 22 s Makarov (Gajarský, Anossov) — 20 min 14 s - | Arbitrage : Geoffrey Barcelo Juges de lignes : Anne-Sophie Boniface et Gildas Fontaine |
| Mongellaz        | Gardiens | Guilbaut            |                                                                                              | Arbitrage : Geoffrey Barcelo Juges de lignes : Anne-Sophie Boniface et Gildas Fontaine |
| 4 min            | Pénalités | 12 min              |                                                                                              | Arbitrage : Geoffrey Barcelo Juges de lignes : Anne-Sophie Boniface et Gildas Fontaine |
|                  | |                     |                                                                                              | Arbitrage : Geoffrey Barcelo Juges de lignes : Anne-Sophie Boniface et Gildas Fontaine |

| 16 octobre 2022 | Nice (SLM) | 4-2 (2-0, 2-0, 0-2) | Briançon (SLM) | Palais des sports Jean-Bouin 450 spectateurs |

| Feuille de match                       | Feuille de match | Feuille de match        | Feuille de match                                                                               | Feuille de match                                                                                     |
| -------------------------------------- | --- | ----------------------- | ---------------------------------------------------------------------------------------------- | --- |
|                                        | Bélisle (Nogatchiev, Proux) — 10 min 45 s Proux (Bélisle, Mickēvičs) — 11 min 14 s Kuronen (Valtonen, Kopta) — 32 min 22 s Vainionpää (Valtonen, Paasovaara) — 33 min 39 s (2 SN) - | 1-0 2-0 3-0 4-0 4-1 4-2 | - Guillemain (Vrielynck) — 41 min 25 s (SN) Villiot (Garifouline, Zagrapan) — 53 min 20 s (SN) | Arbitrage : Nicolas Barbez et Damien Bliek Juges de lignes : Nicolas Constantineau et Jérémie Douchy |
| Weninger (40 min) Charpentier (20 min) | Gardiens | Brož (58 min 24 s)      |                                                                                                | Arbitrage : Nicolas Barbez et Damien Bliek Juges de lignes : Nicolas Constantineau et Jérémie Douchy |
| 12 min                                 | Pénalités | 8 min                   |                                                                                                | Arbitrage : Nicolas Barbez et Damien Bliek Juges de lignes : Nicolas Constantineau et Jérémie Douchy |
|                                        | |                         |                                                                                                | Arbitrage : Nicolas Barbez et Damien Bliek Juges de lignes : Nicolas Constantineau et Jérémie Douchy |

| 18 octobre 2022 | Chamonix (SLM) | 1-3 (1-0, 0-1, 0-2) | Grenoble (SLM) | Centre sportif Richard-Bozon 885 spectateurs |

| Feuille de match    | Feuille de match                             | Feuille de match | Feuille de match | Feuille de match                                                                                     |
| ------------------- | -------------------------------------------- | ---------------- | --- | --- |
|                     | Terrier (Virtanen, Kara) — 7 min 17 s (SN) - | 1-0 1-1 1-2 1-3  | - Fleury (Nehring, Deschamps) — 37 min 39 s (2 SN) Treille (Rouhiainen, A. Dair) — 54 min 10 s Poukkula (Fleury) — 59 min 24 s (CV) | Arbitrage : Alexandre Hauchart et Jérémy Rauline Juges de lignes : Clément Goncalves et Vincent Zede |
| Sabol (58 min 52 s) | Gardiens                                     | Štěpánek         | | Arbitrage : Alexandre Hauchart et Jérémy Rauline Juges de lignes : Clément Goncalves et Vincent Zede |
| 8 min               | Pénalités                                    | 8 min            | | Arbitrage : Alexandre Hauchart et Jérémy Rauline Juges de lignes : Clément Goncalves et Vincent Zede |
|                     |                                              |                  | | Arbitrage : Alexandre Hauchart et Jérémy Rauline Juges de lignes : Clément Goncalves et Vincent Zede |

| 19 octobre 2022 | Valence (D2) | 4-7 (1-0, 1-4, 2-3) | Chambéry (D1) | Patinoire Jo Boyadjian |

| Feuille de match | Feuille de match | Feuille de match                            | Feuille de match | Feuille de match                                                                                  |
| ---------------- | --- | ------------------------------------------- | --- | ------------------------------------------------------------------------------------------------- |
|                  | Rodriguez (Doudkine, Janči) — 7 min 57 s - Doudkine — 23 min 51 s - Månsson (Dousseau) — 44 min 1 s Stevenin (Janči, Månsson) — 45 min 57 s (SN) - | 1-0 1-1 2-1 2-2 2-3 2-4 3-4 4-4 4-5 4-6 4-7 | - Siraudin (Bachelet, Djigaouri) — 23 min 31 s - Lesage (Sampson, Daneau) — 24 min 44 s Desgagnés (Delmas) — 27 min 25 s (SN) Delmas (Labbé, Reynaud) — 39 min 21 s (SN) - Siraudin (Bachelet, Labbé) — 51 min 28 s Reynaud — 58 min 16 s (CV) Bachelet (Desgagnés, Delmas) — 58 min 53 s | Arbitrage : Frédéric Peurière Juges de lignes : Yohann Creux-Beaugirard et Alexandre Donat-Magnin |
| Gautero          | Gardiens | Kogovšek                                    | | Arbitrage : Frédéric Peurière Juges de lignes : Yohann Creux-Beaugirard et Alexandre Donat-Magnin |
| 35 min           | Pénalités | 8 min                                       | | Arbitrage : Frédéric Peurière Juges de lignes : Yohann Creux-Beaugirard et Alexandre Donat-Magnin |
|                  | |                                             | | Arbitrage : Frédéric Peurière Juges de lignes : Yohann Creux-Beaugirard et Alexandre Donat-Magnin |

| 19 octobre 2022 | Mont-Blanc (D1) | 3-11 (0-4, 1-4, 2-3) | Gap (SLM) | Palais des sports de Megève 335 spectateurs |

| Feuille de match             | Feuille de match | Feuille de match                                            | Feuille de match | Feuille de match                                                               |
| ---------------------------- | --- | ----------------------------------------------------------- | --- | ------------------------------------------------------------------------------ |
|                              | - Houde (Sonne, Cocar) — 39 min 35 s (SN) - Fortin (Walz, Orset) — 55 min 23 s Aimonetto (Houde, Perdrix) — 57 min 2 s | 0-1 0-2 0-3 0-4 0-5 0-6 0-7 1-7 1-8 1-9 1-10 1-11 2-11 3-11 | Goličič (Correia) — 3 min 24 s Gutierrez (Joubert) — 7 min 30 s Langlais (Goličič) — 8 min 57 s Gutierrez (Langlais, Meisaari) — 18 min 27 s (SN) Meisaari (Colombin, Rohat) — 29 min 37 s Gutierrez (Joubert, Meisaari) — 34 min 9 s Correia (Goličič, Joubert) — 37 min 12 s (SN) - Correia (Šišļaņņikovs, Joubert) — 40 min (SN) Gaïnetdinov (Goličič) — 41 min 27 s Joubert (Šišļaņņikovs, Colombin) — 46 min Thillet (Meisaari, Colombin) — 53 min 40 s (SN) - | Arbitrage : Benjamin Scolari Juges de lignes : Gwilherm Margry et Eric Briolat |
| Goy (40 min) Davout (20 min) | Gardiens | Darier                                                      | | Arbitrage : Benjamin Scolari Juges de lignes : Gwilherm Margry et Eric Briolat |
| 12 min                       | Pénalités | 6 min                                                       | | Arbitrage : Benjamin Scolari Juges de lignes : Gwilherm Margry et Eric Briolat |
|                              | |                                                             | | Arbitrage : Benjamin Scolari Juges de lignes : Gwilherm Margry et Eric Briolat |

| 19 octobre 2022 | Toulouse-Blagnac (D2) | 0-6 (0-1, 0-3, 0-2) | Anglet (SLM) | Patinoire Jacques-Raynaud 470 spectateurs |

| Feuille de match | Feuille de match | Feuille de match                           | Feuille de match | Feuille de match                                                                 |
| ---------------- | ---------------- | ------------------------------------------ | --- | -------------------------------------------------------------------------------- |
|                  | -                | 0-1 0-2 0-3 0-4 0-5 0-6                    | Polodian (Vassiliev, Zago) — 3 min 1 s Decock (Schmitt, Gutwald) — 21 min 22 s Polodian (Frémond) — 22 min 41 s Dame-Malka (Glover, Ranger) — 31 min 29 s Tarantino (Kazarine) — 46 min 39 s (SN) Decock (Schmitt, Gutwald) — 55 min 27 s | Arbitrage : Raphaël Rohwedder Juges de lignes : Guillaume Barthe et Johan Fauvel |
| Bolduc           | Gardiens         | Robson (28 min 50 s) Gaubert (31 min 10 s) | | Arbitrage : Raphaël Rohwedder Juges de lignes : Guillaume Barthe et Johan Fauvel |
| 8 min            | Pénalités        | 4 min                                      | | Arbitrage : Raphaël Rohwedder Juges de lignes : Guillaume Barthe et Johan Fauvel |
|                  |                  |                                            | | Arbitrage : Raphaël Rohwedder Juges de lignes : Guillaume Barthe et Johan Fauvel |

| 18 octobre 2022 | Montpellier (D1) | 0-5 (0-3, 0-1, 0-1) | Bordeaux (SLM) | Patinoire Végapolis |

| Feuille de match | Feuille de match | Feuille de match    | Feuille de match | Feuille de match                                                                 |
| ---------------- | ---------------- | ------------------- | --- | -------------------------------------------------------------------------------- |
|                  | -                | 0-1 0-2 0-3 0-4 0-5 | Spinozzi (Forsblom) — 1 min 8 s Forsblom (Guillaume) — 3 min 24 s Spinozzi (Colotti, Valier) — 5 min 3 s Lévèsque (Valier, Colotti) — 24 min 40 s Forsblom (Salo, Guillaume) — 41 min 32 s | Arbitrage : Laurent Garbay Juges de lignes : Benjamin Auméras et Alexia Cheyroux |
| Rosandić         | Gardiens         | Fouquerel           | | Arbitrage : Laurent Garbay Juges de lignes : Benjamin Auméras et Alexia Cheyroux |
| 0 min            | Pénalités        | 2 min               | | Arbitrage : Laurent Garbay Juges de lignes : Benjamin Auméras et Alexia Cheyroux |
|                  |                  |                     | | Arbitrage : Laurent Garbay Juges de lignes : Benjamin Auméras et Alexia Cheyroux |

| 19 octobre 2022 | Nantes (D1) | 2-3 (TB) (0-2, 1-0, 1-0, 0-0, 0-1) | Cholet (D1) | Patinoire du Petit Port 1 026 spectateurs |

| Feuille de match | Feuille de match                                                    | Feuille de match    | Feuille de match                                                                                          | Feuille de match                                                            |
| ---------------- | ------------------------------------------------------------------- | ------------------- | --- | --------------------------------------------------------------------------- |
|                  | - Thomas — 35 min 53 s Carpentier (Dubé, Protčenko) — 51 min 21 s - | 0-1 0-2 1-2 2-2 2-3 | Karsh (Sprukts) — 13 min 33 s (SN) Morozov (Sprukts, Grīnbergs) — 16 min 50 s (SN) - Svitac — 65 min (TB) | Arbitrage : Jérémie Douchy Juges de lignes : Jérémy Metais et Pierre Dehaen |
| Duquenne         | Gardiens                                                            | Luba                | | Arbitrage : Jérémie Douchy Juges de lignes : Jérémy Metais et Pierre Dehaen |
| 8 min            | Pénalités                                                           | 10 min              | | Arbitrage : Jérémie Douchy Juges de lignes : Jérémy Metais et Pierre Dehaen |
|                  |                                                                     |                     | | Arbitrage : Jérémie Douchy Juges de lignes : Jérémy Metais et Pierre Dehaen |

| 18 octobre 2022 | Tours (D1) | 2-3 (1-2, 0-0, 1-1) | Angers (SLM) | Patinoire de Tours 1 179 spectateurs |

| Feuille de match      | Feuille de match                                                                                | Feuille de match      | Feuille de match | Feuille de match                                                            |
| --------------------- | ----------------------------------------------------------------------------------------------- | --------------------- | --- | --------------------------------------------------------------------------- |
|                       | - Newbury (Hudak, Bourgaut) — 14 min 58 s - E. Raibon (Ayotte, McSween) — 59 min 35 s (SN + JS) | 0-1 1-1 1-2 1-3 2-3   | West (Brown, Dusseau) — 14 min 28 s - Sarliève (Dusseau, Ritz) — 16 min 49 s Halley (Llorca, Manning) — 57 min 54 s - | Arbitrage : Savice Fabre Juges de lignes : Thomas Simon et Maxime Laboulais |
| Catelin (58 min 45 s) | Gardiens                                                                                        | Gračnar (59 min 20 s) | | Arbitrage : Savice Fabre Juges de lignes : Thomas Simon et Maxime Laboulais |
| 4 min                 | Pénalités                                                                                       | 6 min                 | | Arbitrage : Savice Fabre Juges de lignes : Thomas Simon et Maxime Laboulais |
|                       |                                                                                                 |                       | | Arbitrage : Savice Fabre Juges de lignes : Thomas Simon et Maxime Laboulais |

## Huitièmes de finale
| 2 novembre 2022 | Angers (SLM) | 2-1 (0-0, 2-1, 0-0) | Bordeaux (SLM) | Complexe sportif Glisséo 1 000 spectateurs |

| Feuille de match | Feuille de match                                                              | Feuille de match | Feuille de match                             | Feuille de match                                                                                  |
| ---------------- | ----------------------------------------------------------------------------- | ---------------- | -------------------------------------------- | ------------------------------------------------------------------------------------------------- |
|                  | Giroux (Charbonneau) — 20 min 46 s (SN) - Gaborit (Prapavessis) — 39 min 57 s | 1-0 1-1 2-1      | - Carry (Lemaitre, Spinozzi) — 27 min 36 s - | Arbitrage : Geoffrey Barcelo et Savice Fabre Juges de lignes : Jérémie Douchy et Leevan Thiebault |
| Cowley           | Gardiens                                                                      | Richard          |                                              | Arbitrage : Geoffrey Barcelo et Savice Fabre Juges de lignes : Jérémie Douchy et Leevan Thiebault |
| 10 min           | Pénalités                                                                     | 6 min            |                                              | Arbitrage : Geoffrey Barcelo et Savice Fabre Juges de lignes : Jérémie Douchy et Leevan Thiebault |
|                  |                                                                               |                  |                                              | Arbitrage : Geoffrey Barcelo et Savice Fabre Juges de lignes : Jérémie Douchy et Leevan Thiebault |

| 1er novembre 2022 | Cholet (D1) | 2-3 (pr) (2-1, 0-1, 0-0, 0-1) | Anglet (SLM) | Complexe sportif Glisséo 944 spectateurs |

| Feuille de match | Feuille de match                                                                       | Feuille de match    | Feuille de match                                                                                                 | Feuille de match                                                                                |
| ---------------- | -------------------------------------------------------------------------------------- | ------------------- | --- | ----------------------------------------------------------------------------------------------- |
|                  | Grīnbergs (Morozov, Karsh) — 5 min 23 s (SN) - Bouchy (Karsh, Depetro) — 13 min 39 s - | 1-0 1-1 2-1 2-2 2-3 | - Vassiliev (Ranger, Dame-Malka) — 13 min 5 s - T. Larroque (Frémond, Baron) — 32 min 21 s Schmitt — 61 min 30 s | Arbitrage : Laurent Garbay et Jérémy Rauline Juges de lignes : Johan Fauvel et Guillaume Barthe |
| Luba             | Gardiens                                                                               | Robson              | | Arbitrage : Laurent Garbay et Jérémy Rauline Juges de lignes : Johan Fauvel et Guillaume Barthe |
| 14 min           | Pénalités                                                                              | 6 min               | | Arbitrage : Laurent Garbay et Jérémy Rauline Juges de lignes : Johan Fauvel et Guillaume Barthe |
|                  |                                                                                        |                     | | Arbitrage : Laurent Garbay et Jérémy Rauline Juges de lignes : Johan Fauvel et Guillaume Barthe |

| 2 novembre 2022 | Rouen (SLM) | 4-5 (pr) (1-1, 2-1, 1-2, 0-1) | Cergy-Pontoise (SLM) | L'Île Lacroix 3 279 spectateurs |

| Feuille de match | Feuille de match | Feuille de match                    | Feuille de match | Feuille de match                                                                                |
| ---------------- | --- | ----------------------------------- | --- | ----------------------------------------------------------------------------------------------- |
|                  | - Tessier (Vīgners, Lampérier) — 8 min 2 s Vīgners (Maïa, Tessier) — 23 min 17 s (2 SN) - Lampérier (Mallet, Chakiachvili) — 37 min 4 s (SN) Yeo (Bedin, Maïa) — 42 min 42 s - | 0-1 1-1 2-1 2-2 3-2 4-2 4-3 4-4 4-5 | Baillargeon (Dorey, Hordelalay) — 3 min 53 s - Dorey (Versich, Lefebvre) — 35 min 15 s - Hordelalay (Ylönen) — 43 min 57 s Baillargeon (Hordelalay) — 58 min 44 s Kauppila (Baillargeon) — 61 min | Arbitrage : Pierre Dehaen et Damien Bliek Juges de lignes : Cyril Debuche et Joffrey Yssembourg |
| Caubet           | Gardiens | Ylönen                              | | Arbitrage : Pierre Dehaen et Damien Bliek Juges de lignes : Cyril Debuche et Joffrey Yssembourg |
| 4 min            | Pénalités | 10 min                              | | Arbitrage : Pierre Dehaen et Damien Bliek Juges de lignes : Cyril Debuche et Joffrey Yssembourg |
|                  | |                                     | | Arbitrage : Pierre Dehaen et Damien Bliek Juges de lignes : Cyril Debuche et Joffrey Yssembourg |

| 1er novembre 2022 | Épinal (D1) | 2-3 (TB) (1-1, 1-0, 0-1, 0-0, 0-1) | Amiens (SLM) | Patinoire de Poissompré 2 516 spectateurs |

| Feuille de match | Feuille de match                                                    | Feuille de match    | Feuille de match                                                                                | Feuille de match                                                                                 |
| ---------------- | ------------------------------------------------------------------- | ------------------- | ----------------------------------------------------------------------------------------------- | ------------------------------------------------------------------------------------------------ |
|                  | - Markovič (Rapenne, Nechala) — 15 min 18 s Rapenne — 21 min 15 s - | 0-1 1-1 2-1 2-2 2-3 | Simonsen (West) — 6 min 50 s - Lopatchouk (Alho, Bouchard) — 42 min 21 s Siironen — 65 min (TB) | Arbitrage : Alexandre Bourreau et Jérémie Collin Juges de lignes : Yann Furet et Justin Chouleur |
| Altrichter       | Gardiens                                                            | Bodin               |                                                                                                 | Arbitrage : Alexandre Bourreau et Jérémie Collin Juges de lignes : Yann Furet et Justin Chouleur |
| 8 min            | Pénalités                                                           | 2 min               |                                                                                                 | Arbitrage : Alexandre Bourreau et Jérémie Collin Juges de lignes : Yann Furet et Justin Chouleur |
|                  |                                                                     |                     |                                                                                                 | Arbitrage : Alexandre Bourreau et Jérémie Collin Juges de lignes : Yann Furet et Justin Chouleur |

| 2 novembre 2022 | Reims (D2) | 1-4 (0-2, 1-0, 0-2) | Dunkerque (D1) | Patinoire Albert-Ier 670 spectateurs |

| Feuille de match | Feuille de match                               | Feuille de match    | Feuille de match | Feuille de match                                                                         |
| ---------------- | ---------------------------------------------- | ------------------- | --- | ---------------------------------------------------------------------------------------- |
|                  | - Logeat (Martial, Dmitritchev) — 29 min 3 s - | 0-1 0-2 1-2 1-3 1-4 | C. Thomas (Budínský, Vervoort) — 13 min 25 s Belharfi (Cruchandeau, Dinda) — 15 min 23 s - C. Thomas (Dinda, Belharfi) — 58 min 34 s (SN) Duperreault (Colley) — 59 min 36 s | Arbitrage : Adrien Ernecq Juges de lignes : Maxime Laboulais et Sueva Torribio-Rousselin |
| Pietilä          | Gardiens                                       | Vazzaz              | | Arbitrage : Adrien Ernecq Juges de lignes : Maxime Laboulais et Sueva Torribio-Rousselin |
| 31 min           | Pénalités                                      | 9 min               | | Arbitrage : Adrien Ernecq Juges de lignes : Maxime Laboulais et Sueva Torribio-Rousselin |
|                  |                                                |                     | | Arbitrage : Adrien Ernecq Juges de lignes : Maxime Laboulais et Sueva Torribio-Rousselin |

| 2 novembre 2022 | Chambéry (D1) | 1-7 (1-1, 0-3, 0-3) | Grenoble (SLM) | Patinoire Buisson Rond 1 100 spectateurs |

| Feuille de match                             | Feuille de match                                | Feuille de match                | Feuille de match | Feuille de match                                                                                 |
| -------------------------------------------- | ----------------------------------------------- | ------------------------------- | --- | ------------------------------------------------------------------------------------------------ |
|                                              | Bachelet (Siraudin, Sampson) — 2 min 2 s (SN) - | 1-0 1-1 1-2 1-3 1-4 1-5 1-6 1-7 | - Fleury (Deschamps, Poukkula) — 18 min 3 s Fleury (Deschamps, Lamarche) — 25 min 4 s (SN) Deschamps (Poukkula, Onno) — 28 min 17 s Fleury (Deschamps) — 37 min 26 s Fabre (A. Dair, Lamarche) — 45 min 15 s A. Dair (Fabre, Koudri) — 50 min 24 s Munoz (F. Dair) — 54 min 19 s | Arbitrage : Didier Drif et Benjamin Gremion Juges de lignes : Quentin Ugolini et Alexia Cheyroux |
| Kogovšek (49 min 50 s) Trillat (10 min 10 s) | Gardiens                                        | Garnier                         | | Arbitrage : Didier Drif et Benjamin Gremion Juges de lignes : Quentin Ugolini et Alexia Cheyroux |
| 8 min                                        | Pénalités                                       | 10 min                          | | Arbitrage : Didier Drif et Benjamin Gremion Juges de lignes : Quentin Ugolini et Alexia Cheyroux |
|                                              |                                                 |                                 | | Arbitrage : Didier Drif et Benjamin Gremion Juges de lignes : Quentin Ugolini et Alexia Cheyroux |

| 2 novembre 2022 | Mulhouse (SLM) | 2-1 (0-1, 2-0, 0-0) | Nice (SLM) | Patinoire de l'Illberg 662 spectateurs |

| Feuille de match | Feuille de match                                                                                      | Feuille de match | Feuille de match                     | Feuille de match                                                                                       |
| ---------------- | --- | ---------------- | ------------------------------------ | --- |
|                  | - Ten Braak (Berardinelli, Welsh) — 25 min 31 s (SN) Rytchagov (Ten Braak, Orysiuk) — 37 min 7 s (IN) | 0-1 1-1 2-1      | Babka (Proux, Bélisle) — 3 min 8 s - | Arbitrage : Nicolas Cregut et Jérémie Collin Juges de lignes : Clément Goncalves et Alexandre Hauchart |
| Papillon         | Gardiens                                                                                              | Charpentier      |                                      | Arbitrage : Nicolas Cregut et Jérémie Collin Juges de lignes : Clément Goncalves et Alexandre Hauchart |
| 31 min           | Pénalités                                                                                             | 8 min            |                                      | Arbitrage : Nicolas Cregut et Jérémie Collin Juges de lignes : Clément Goncalves et Alexandre Hauchart |
|                  | |                  |                                      | Arbitrage : Nicolas Cregut et Jérémie Collin Juges de lignes : Clément Goncalves et Alexandre Hauchart |

| 2 novembre 2022 | Annecy (D2) | 1-8 (1-1, 0-5, 0-2) | Gap (SLM) | Complexe Jean Régis 1 500 spectateurs |

| Feuille de match                  | Feuille de match                                 | Feuille de match                    | Feuille de match | Feuille de match                                                                          |
| --------------------------------- | ------------------------------------------------ | ----------------------------------- | --- | ----------------------------------------------------------------------------------------- |
|                                   | Westerlund (Vitton-Mea, Louvier) — 12 min 14 s - | 1-0 1-1 1-2 1-3 1-4 1-5 1-6 1-7 1-8 | - Bourgeois (Altidor, Colombin) — 13 min 36 s Correia (Goličič, Langlais) — 20 min 56 s Thillet — 30 min 11 s (TP) Y. Coulaud (Langlais, Rohat) — 32 min 12 s Gaïnetdinov (Bourgeois, Gutierrez) — 37 min 35 s Correia (Langais, Y. Coulaud) — 38 min 37 s Tarabusi (Thillet, L. Coulaud) — 47 min 21 s Bourgeois (Cirgues) — 48 min 43 s | Arbitrage : Benjamin Scolari Juges de lignes : Gwilherm Margry et Yohann Creux-Beaugirard |
| Dugat (40 min) Mongellaz (20 min) | Gardiens                                         | Darier                              | | Arbitrage : Benjamin Scolari Juges de lignes : Gwilherm Margry et Yohann Creux-Beaugirard |
| 8 min                             | Pénalités                                        | 6 min                               | | Arbitrage : Benjamin Scolari Juges de lignes : Gwilherm Margry et Yohann Creux-Beaugirard |
|                                   |                                                  |                                     | | Arbitrage : Benjamin Scolari Juges de lignes : Gwilherm Margry et Yohann Creux-Beaugirard |

## Quarts de finale
| 29 novembre 2022 | Gap (SLM) | 6-1 (1-0, 3-0, 2-1) | Amiens (SLM) | Alp'Arena 2 050 spectateurs |

| Feuille de match | Feuille de match | Feuille de match            | Feuille de match                  | Feuille de match                                                                                   |
| ---------------- | --- | --------------------------- | --------------------------------- | -------------------------------------------------------------------------------------------------- |
|                  | Gaïnetdinov — 10 min 34 s Thillet (Meisaari, Gaïnetdinov) — 28 min 10 s (SN) Rohat — 33 min 1 s Gaïnetdinov (Bourgeois, Tarabusi) — 37 min 14 s - Correia (Langlais, Šišļaņņikovs) — 53 min 28 s (SN) Colombin (Correia) — 57 min 3 s | 1-0 2-0 3-0 4-0 4-1 5-1 6-1 | - Lindroos (Alho) — 45 min 51 s - | Arbitrage : Nicolas Barbez et Savice Fabre Juges de lignes : Nicolas Constantineau et Vincent Zede |
| Junca            | Gardiens | Bodin                       |                                   | Arbitrage : Nicolas Barbez et Savice Fabre Juges de lignes : Nicolas Constantineau et Vincent Zede |
| 4 min            | Pénalités | 18 min                      |                                   | Arbitrage : Nicolas Barbez et Savice Fabre Juges de lignes : Nicolas Constantineau et Vincent Zede |
| 28               | Tirs | 36                          |                                   | Arbitrage : Nicolas Barbez et Savice Fabre Juges de lignes : Nicolas Constantineau et Vincent Zede |

| 29 novembre 2022 | Grenoble (SLM) | 5-2 (2-1, 2-0, 1-1) | Anglet (SLM) | Patinoire Polesud 3 508 spectateurs |

| Feuille de match | Feuille de match | Feuille de match            | Feuille de match                                                                            | Feuille de match                                                                                  |
| ---------------- | --- | --------------------------- | ------------------------------------------------------------------------------------------- | ------------------------------------------------------------------------------------------------- |
|                  | Koudri (Deschamps, Hardy) — 10 min 47 s (2 SN) Treille (Deschamps, Onno) — 16 min 9 s - Deschamps (Lamarche, A. Dair) — 20 min 44 s Deschamps (Poukkula, Fleury) — 36 min 58 s - Fabre (Hardy, Fleury) — 44 min 49 s (SN) | 1-0 2-0 2-1 3-1 4-1 4-2 5-2 | - Zelingr (Polodian, Glover) — 18 min 41 s (2 SN) - Ranger (Vassiliev) — 41 min 33 s (SN) - | Arbitrage : Geoffrey Barcelo et Yann Furet Juges de lignes : Clément Goncalves et Quentin Ugolini |
| Štěpánek         | Gardiens | Robson                      |                                                                                             | Arbitrage : Geoffrey Barcelo et Yann Furet Juges de lignes : Clément Goncalves et Quentin Ugolini |
| 20 min           | Pénalités | 22 min                      |                                                                                             | Arbitrage : Geoffrey Barcelo et Yann Furet Juges de lignes : Clément Goncalves et Quentin Ugolini |
| 35               | Tirs | 26                          |                                                                                             | Arbitrage : Geoffrey Barcelo et Yann Furet Juges de lignes : Clément Goncalves et Quentin Ugolini |

| 29 novembre 2022 | Cergy-Pontoise (SLM) | 0-4 (0-3, 0-0, 0-1) | Angers (SLM) | Aren'ice 1 343 spectateurs |

| Feuille de match | Feuille de match | Feuille de match | Feuille de match | Feuille de match                                                                                 |
| ---------------- | ---------------- | ---------------- | --- | ------------------------------------------------------------------------------------------------ |
|                  | -                | 0-1 0-2 0-3 0-4  | Ross (Bouvet, Harms) — 4 min 11 s (SN) Ross (Llorca, Charbonneau) — 7 min 8 s Bouvet (Serer, Halley) — 13 min 15 s Prapavessis (Torquato, Ross) — 44 min 44 s (SN) | Arbitrage : Pierre Dehaen et Jérémy Rauline Juges de lignes : Jérémie Douchy et Jason Thorrignac |
| Ylönen           | Gardiens         | Cowley           | | Arbitrage : Pierre Dehaen et Jérémy Rauline Juges de lignes : Jérémie Douchy et Jason Thorrignac |
| 14 min           | Pénalités        | 10 min           | | Arbitrage : Pierre Dehaen et Jérémy Rauline Juges de lignes : Jérémie Douchy et Jason Thorrignac |
| 26               | Tirs             | 34               | | Arbitrage : Pierre Dehaen et Jérémy Rauline Juges de lignes : Jérémie Douchy et Jason Thorrignac |

| 29 novembre 2022 | Dunkerque (D1) | 3-7 (0-0, 2-3, 1-4) | Mulhouse (SLM) | Patinoire Michel-Raffoux 1 417 spectateurs |

| Feuille de match | Feuille de match | Feuille de match                        | Feuille de match | Feuille de match                                                                                 |
| ---------------- | --- | --------------------------------------- | --- | ------------------------------------------------------------------------------------------------ |
|                  | - Besson (Raux, Belharfi) — 34 min 7 s - Young (C. Thomas, Broutin) — 37 min 9 s (SN) - Roswell (Budínský, Broutin) — 58 min 17 s - | 0-1 1-1 1-2 2-2 2-3 2-4 2-5 2-6 3-6 3-7 | Ģēģeris (Rytchagov) — 25 min 53 s - Berardinelli (Welsh) — 34 min 48 s - Makarov (Rytchagov, Essipov) — 37 min 31 s Ten Braak (Welsh, Orysiuk) — 41 min 8 s (SN) Makarov (Rytchagov, Mugnier) — 45 min 13 s Welsh (Ten Braak, Orysiuk) — 49 min 55 s (SN) - Delatour (Makarov, Ten Braak) — 59 min 40 s (SN + CV) | Arbitrage : Damien Bliek et Nicolas Cregut Juges de lignes : Cyril Debuche et Joffrey Yssembourg |
| Bertein          | Gardiens | Papillon                                | | Arbitrage : Damien Bliek et Nicolas Cregut Juges de lignes : Cyril Debuche et Joffrey Yssembourg |
| 38 min           | Pénalités | 14 min                                  | | Arbitrage : Damien Bliek et Nicolas Cregut Juges de lignes : Cyril Debuche et Joffrey Yssembourg |
| 33               | Tirs | 41                                      | | Arbitrage : Damien Bliek et Nicolas Cregut Juges de lignes : Cyril Debuche et Joffrey Yssembourg |

## Demi-finales
| 4 janvier 2023 | Angers (SLM) | 1-2 (TB) (0-0, 0-1, 1-0, 0-0, 0-1) | Grenoble (SLM) | Angers IceParc 3 586 spectateurs |

| Feuille de match | Feuille de match                  | Feuille de match | Feuille de match                                            | Feuille de match                                                                             |
| ---------------- | --------------------------------- | ---------------- | ----------------------------------------------------------- | -------------------------------------------------------------------------------------------- |
|                  | - Torquato (Harms) — 46 min 3 s - | 0-1 1-1 1-2      | F. Dair (Deschamps) — 29 min 47 s - Deschamps — 65 min (TB) | Arbitrage : Pierre Dehaen et Jérémy Rauline Juges de lignes : Jérémie Douchy et Vincent Zede |
| Cowley           | Gardiens                          | Štěpánek         |                                                             | Arbitrage : Pierre Dehaen et Jérémy Rauline Juges de lignes : Jérémie Douchy et Vincent Zede |
| 6 min            | Pénalités                         | 6 min            |                                                             | Arbitrage : Pierre Dehaen et Jérémy Rauline Juges de lignes : Jérémie Douchy et Vincent Zede |
| 27               | Tirs                              | 42               |                                                             | Arbitrage : Pierre Dehaen et Jérémy Rauline Juges de lignes : Jérémie Douchy et Vincent Zede |

| 4 janvier 2023 | Mulhouse (SLM) | 1-3 (0-0, 1-2, 0-1) | Gap (SLM) | Patinoire de l'Illberg 1 481 spectateurs |

| Feuille de match | Feuille de match                  | Feuille de match | Feuille de match | Feuille de match                                                                                    |
| ---------------- | --------------------------------- | ---------------- | --- | --------------------------------------------------------------------------------------------------- |
|                  | - Pharaon (Welsh) — 37 min 55 s - | 0-1 0-2 1-2 1-3  | Gutierrez (Correia) — 24 min 30 s Goličič (Gaïnetdinov, Y. Coulaud) — 27 min 45 s - Gutierrez (Rohat, Šišļaņņikovs) — 59 min 54 s (CV) | Arbitrage : Geoffrey Barcelo et Nicolas Cregut Juges de lignes : Gwilherm Margry et Quentin Ugolini |
| Papillon         | Gardiens                          | Junca            | | Arbitrage : Geoffrey Barcelo et Nicolas Cregut Juges de lignes : Gwilherm Margry et Quentin Ugolini |
| 8 min            | Pénalités                         | 20 min           | | Arbitrage : Geoffrey Barcelo et Nicolas Cregut Juges de lignes : Gwilherm Margry et Quentin Ugolini |
| 40               | Tirs                              | 27               | | Arbitrage : Geoffrey Barcelo et Nicolas Cregut Juges de lignes : Gwilherm Margry et Quentin Ugolini |

## Finale
| 29 janvier 2023 | Gap (SLM) | 2-3 (1-0, 1-1, 0-2) | Grenoble (SLM) | AccorHotels Arena 13 877 spectateurs |

| Feuille de match | Feuille de match                                                          | Feuille de match    | Feuille de match | Feuille de match                                                                                    |
| ---------------- | ------------------------------------------------------------------------- | ------------------- | --- | --------------------------------------------------------------------------------------------------- |
|                  | Bourgeois (Gutierrez, Paasovaara) — 5 min 34 s Paasovaara — 23 min 13 s - | 1-0 2-0 2-1 2-2 2-3 | - A. Dair (Deschamps, Poukkula) — 34 min 56 s (SN) Fleury (Deschamps) — 48 min 46 s (2 SN) Poukkula (Champagne, Deschamps) — 49 min 13 s (SN) | Arbitrage : Pierre Dehaen et Geoffrey Barcelo Juges de lignes : Jérémie Douchy et Clément Goncalves |
| Junca            | Gardiens                                                                  | Štěpánek            | | Arbitrage : Pierre Dehaen et Geoffrey Barcelo Juges de lignes : Jérémie Douchy et Clément Goncalves |
| 14 min           | Pénalités                                                                 | 10 min              | | Arbitrage : Pierre Dehaen et Geoffrey Barcelo Juges de lignes : Jérémie Douchy et Clément Goncalves |
|                  |                                                                           |                     | | Arbitrage : Pierre Dehaen et Geoffrey Barcelo Juges de lignes : Jérémie Douchy et Clément Goncalves |

## Nombre d'équipes par division et par tour
|                       | Barrage | Premier tour | Seizièmes de finale   | Huitièmes de finale   | Quarts de finale      | Demi- finales         | Finale                |
| Ligue Magnus 12 clubs | Exempts | Exempts      | 12                    | 10                    | 7                     | 4                     | 2                     |
| Division 1 14 clubs   | Exempts | 14           | 12                    | 4                     | 1                     | Plus de représentants | Plus de représentants |
| Division 2 16 clubs   | Exempts | 16           | 8                     | 2                     | Plus de représentants | Plus de représentants | Plus de représentants |
| Division 3 11 clubs   | 2       | 10           | Plus de représentants | Plus de représentants | Plus de représentants | Plus de représentants | Plus de représentants |
| Totaux                | 2       | 40           | 32                    | 16                    | 8                     | 4                     | 2                     |